# أمول ليتشتليني
أمول ليتشتليني (الاسم العلمي:Chlorogalum leichtlinii) هو نوع غير مؤكد من النباتات يتبع جنس الأمول من الفصيلة الهليونية.